# Cajidiocan
Cajidiocan is een gemeente in de Filipijnse provincie Romblon op het eiland Sibuyan. Bij de laatste census in 2007 had de gemeente ruim 21 duizend inwoners.

## Geografie

### Topografie
Cajidiocan ligt hemelsbreed 304 kilometer ten zuidoosten van de Filipijnse hoofdstad Manilla en 50 kilometer ten zuidoosten van de provinciehoofdstad Romblon. De gemeente Cajidiocan beslaat de oostzijde van het eiland Sibuyan in de centrale Filipijnse provincie Romblon. De andere twee gemeenten op het eiland zijn San Fernando ten zuidwesten en Magdiwang ten noordwesten van Cajidiocan.

### Bestuurlijke indeling
Cajidiocan is onderverdeeld in de volgende 14 barangays:
| - Alibagon - Cambajao - Cambalo - Cambijang - Cantagda - Danao - Gutivan | - Lico - Lumbang Este - Lumbang Weste - Marigondon - Poblacion - Sugod - Taguilos |

## Demografie
Cajidiocan had bij de census van 2007 een inwoneraantal van 21.292 mensen. Dit zijn 1.923 mensen (9,9%) meer dan bij de vorige census van 2000. De gemiddelde jaarlijkse groei komt daarmee uit op 1,31%, hetgeen lager is dan het landelijk jaarlijks gemiddelde over deze periode (2,04%). Vergeleken met de census van 1995 is het aantal mensen met 3.781 (21,6%) toegenomen.

De bevolkingsdichtheid van Cajidiocan was ten tijde van de laatste census, met 21.292 inwoners op 201,85 km², 86,8 mensen per km².